# Miguel I de Rumania
Miguel I de Rumanía (en rumano: Mihai I; Sinaia, 25 de octubre de 1921-Aubonne, 5 de diciembre de 2017) fue el último rey de Rumanía, quien reinó desde el 20 de julio de 1927 hasta el 8 de junio de 1930 y, nuevamente, desde el 6 de septiembre de 1940 hasta su abdicación forzosa el 30 de diciembre de 1947.
Poco después del nacimiento de Miguel, su padre, el príncipe heredero Carlos de Rumanía, se vio envuelto en una controvertida relación con Magda Lupescu. En 1925, Carlos fue presionado para que renunciara a sus derechos al trono y se trasladó a París en el exilio con Lupescu. En 1927, Miguel ascendió al trono, tras la muerte de su abuelo, el rey Fernando I. Como Miguel aún era menor de edad, se instituyó un consejo de regencia, compuesto por su tío, el príncipe Nicolás, el patriarca Miron Cristea y el presidente de la Corte Suprema, Gheorghe Buzdugan. El consejo resultó ser ineficaz y, en 1930, Carlos regresó a Rumanía y reemplazó a su hijo como monarca, reinando como Carlos II. Como resultado, Miguel volvió a ser el heredero aparente al trono y recibió el título adicional de Gran Voievod de Alba-Iulia.
Carlos II fue depuesto en 1940 y Miguel volvió a ser rey. Bajo el gobierno dirigido por el dictador militar Ion Antonescu, Rumanía se alineó con la Alemania nazi. En 1944, Miguel participó en un golpe de Estado contra Antonescu, nombró a Constantin Sănătescu como su reemplazo y, posteriormente, declaró una alianza con los aliados. En marzo de 1945, las presiones políticas obligaron a Miguel a nombrar un gobierno prosoviético encabezado por Petru Groza. Desde agosto de 1945 hasta enero de 1946, Miguel realizó una "huelga real" y trató sin éxito de oponerse al gobierno de Groza, controlado por los comunistas, negándose a firmar y respaldar sus decretos. En noviembre de 1947, Miguel asistió a la boda de sus primos, la futura reina Isabel II del Reino Unido y el príncipe Felipe de Grecia y Dinamarca en Londres. Poco después, en la mañana del 30 de diciembre de 1947, Groza se reunió con Miguel y lo obligó a abdicar. Miguel fue obligado a exiliarse, sus propiedades confiscadas y su ciudadanía despojada. En 1948, se casó con la princesa Ana de Borbón-Parma (a partir de entonces conocida como la reina Ana de Rumanía), con quien tuvo cinco hijas, y la pareja finalmente se estableció en Suiza.
La dictadura comunista de Nicolae Ceaușescu fue derrocada en 1989 y al año siguiente Miguel intentó regresar a Rumanía, solo para ser arrestado y obligado a irse al llegar. En 1992, a Miguel se le permitió visitar Rumanía para la Pascua, donde fue recibido por una gran multitud; un discurso que pronunció desde la ventana de su hotel atrajo a un millón de personas a Bucarest. Alarmado por la popularidad de Miguel, el gobierno poscomunista de Ion Iliescu se negó a permitirle más visitas. En 1997, después de la derrota de Iliescu por Emil Constantinescu en las elecciones presidenciales del año anterior, se restableció la ciudadanía de Miguel y se le permitió visitar Rumanía nuevamente. Varias propiedades confiscadas, como el castillo de Peleș y el castillo de Săvârșin, finalmente fueron devueltas a su familia.

## Infancia y juventud

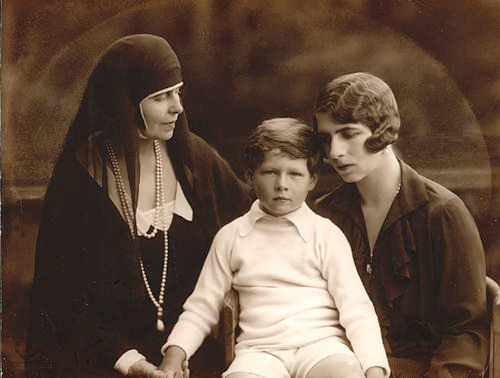
La reina María de Rumania, el príncipe Miguel y la princesa Elena alrededor de 1930.

Miguel era hijo del entonces príncipe heredero Carlos de Rumanía y la princesa Elena de Grecia, y nieto del rey Fernando I de Rumania, que reinaba entonces.
Fue tataranieto de la reina Victoria del Reino Unido y el rey Cristián IX de Dinamarca, primo del rey Constantino II de Grecia, del duque de Edimburgo y de la reina Sofía de España. También era primo en tercer grado de la reina Isabel II, del anterior rey de España, Juan Carlos I, del rey Carlos XVI Gustavo de Suecia, de la reina Margarita II de Dinamarca y del rey Harald V de Noruega.

## Primer período de reinado
Cuando Carlos huyó con su amante Elena Magdalena Lupescu —de ascendencia judía, más tarde su esposa— fue obligado por su padre Fernando I a renunciar al trono rumano en enero de 1926 y las autoridades designaron como heredero a Miguel.
A la muerte de su abuelo, el 27 de julio de 1927 y con tan solo 6 años, fue proclamado rey de Rumanía, aunque al frente del país quedaba un consejo de regencia que su abuelo proclamó en su testamento encabezado por su tío, el príncipe Nicolás de Rumanía e integrado además por el patriarca Miron Cristea y Gheorghe Buzdugan, presidente del Tribunal Supremo rumano.
En su corto primer periodo de reinado y bajo el gobierno de la regencia, Rumanía continuó experimentando un crecimiento económico debido básicamente a la exportación de petróleo y recibiendo una gran influencia cultural de Francia. Los efectos de la gran crisis económica mundial de 1929 también hicieron mella en la creciente economía rumana y la situación social se desestabilizó.

## Regreso de Carlos II
En 1930 su padre regresó repentinamente al país con la invitación de políticos descontentos con la regencia, y aprovechando la situación de minoría de edad de su hijo y la complicada situación política en Europa recuperó el trono el 8 de junio de 1930 como Carlos II, designando a Miguel como el príncipe heredero.
En los diez años que duró el reinado de su padre (1930-1940) Miguel I, de nuevo príncipe, aprovechó para recibir una educación adecuada a su futura responsabilidad. En el ámbito internacional Carlos II no pudo evitar la caída de Rumania en el área de influencia germano-italiana. Como resultado del pacto germano soviético Ribbentrop-Molotov Rumanía, según una cláusula secreta, perdió ante la URSS Besarabia (actual República de Moldavia) y Bucovina, que Rusia había ganado en la guerra contra el Imperio Otomano y que le fueron arrebatados aprovechando el descontrol de la Revolución. En el ámbito interno la aparición de la Guardia de Hierro y la violencia que esta desencadenó enturbió la vida social y política rumana ante la impotencia del rey Carlos II. Ante todo esto el rey abdicó en su hijo el 5 de septiembre de 1940 y huyó del país dejando a Miguel I al frente de la monarquía rumana en un momento muy delicado. Miguel fue coronado rey el 6 de septiembre de 1940.

## Segundo período de reinado

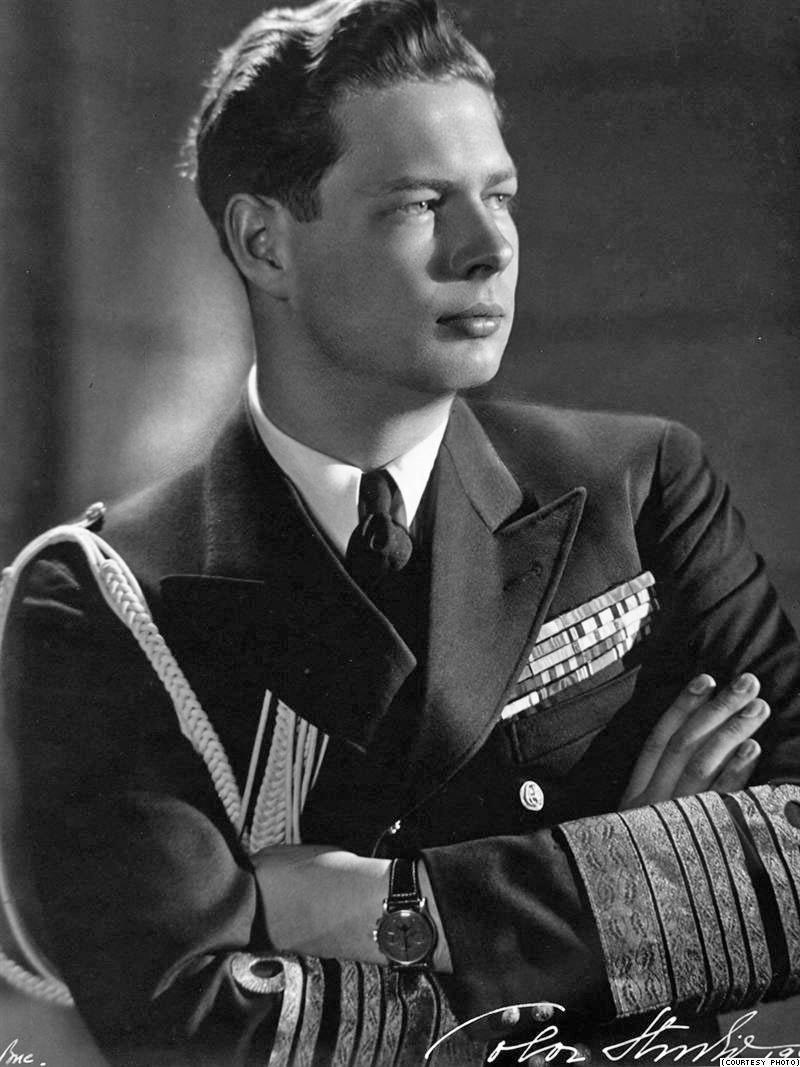
Miguel en 1947.

Con solo 19 años Miguel I accedía al trono de nuevo, justo en uno de los momentos de máxima debilidad de Rumanía. Este hecho fue aprovechado por Adolf Hitler y Benito Mussolini para obligar a los rumanos a ceder el norte de Transilvania al régimen proalemán de Hungría el 30 de agosto de 1940.
Ante la necesidad de poner al frente del país un gobierno fuerte que acabara con los desórdenes internos y evitara más disgregaciones territoriales, en septiembre de 1940 Miguel I dio la dirección del gobierno al general Ion Antonescu. Se cedió el sur de Dobrudja a Bulgaria bajo la promesa de que se devolvería el norte de Transilvania. Ion Antonescu se erigió como Conducător y proclamó el «Estado legionario». En enero de 1941, el gobierno de Antonescu decretó la ilegalidad de todos los partidos políticos, mientras la Guardia de Hierro eliminaba a numerosos políticos opositores.
El 12 de junio, el dictador rumano Ion Antonescu fue el primer aliado de Alemania que recibió la noticia de los planes de Hitler de atacar próximamente la Unión Soviética, tras el despliegue de varias divisiones en la frontera soviética a petición alemana a comienzos del mes. Antonescu expresó su deseo de participar desde el comienzo en la invasión; deseaba no solo recuperar los territorios perdidos en junio de 1940, sino participar en lo que consideraba una cruzada cristiana contra el bolchevismo infiel. Prometió por tanto una cooperación militar y económica plena con Berlín.
El 22 de junio de 1941, Rumanía entró en la guerra, al lado de Alemania y sus aliados, atacando a la Unión Soviética, sin declaración de guerra previa. Era el inicio de una guerra considerada en Rumanía «guerra santa, anticomunista, justa y nacional», que causó entusiasmo entre gran parte de la población. Rumanía quería principalmente recuperar las provincias ocupadas por los soviéticos en junio de 1940 y eliminar definitivamente cualquier amenaza soviética. Los dirigentes rumanos y la población confiaban en que la campaña fuese corta gracias a la supuesta superioridad militar alemana.

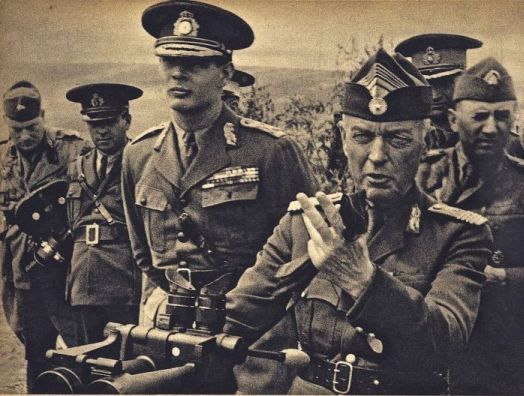
El rey Miguel de Rumanía y el jefe del ejército rumano, el general Ion Antonescu, en la orilla del río Prut observando el despliegue del ejército rumano.

En un mes de campaña, los rumanos retomaron Besarabia y el norte de Bucovina, lo que culminaba sus principales objetivos militares. El 3.er Ejército rumano, al mando en realidad de un general alemán, tomó la antigua capital de Cernăuţi el 4 de julio. Las operaciones de recuperaciones de las provincias perdidas en 1940 habían finalizado prácticamente el 27 de julio, habiendo sufrido Rumanía cerca de veintiún mil bajas.
El 27 de julio de 1941, Hitler que veía la Alianza como una oportunidad para concentrar los recursos alemanes en la guerra más al norte, envió una carta al Conducător Ion Antonescu en el que le solicitaba su cooperación y la de sus tropas colocadas a lo largo del río Dniéster, a cambio entregaría a Rumanía la administración del área comprendida entre el río Dniéster y el río Bug Meridional, una región que nunca había sido parte de Rumania. Sin embargo debido al deseo de Antonescu de borrar la humillación, que para él había supuesto la entrega a Hungría de parte de la región de Transilvania, en el Segundo arbitraje de Viena, aceptó la solicitud de Hitler el 31 de julio. El área ocupada por Rumanía pasaría a llamarse Gobernación de Transnistria y su centro sería la ciudad de Odesa.
A finales de 1942, el 3.er y el 4.º ejércitos rumanos son completamente destruidos en el curso de la Operación Urano lo que supuso un duro golpe para el país y la opinión pública rumana. Sin embargo, el régimen de Ion Antonescu no se planteó su alianza con la Alemania nazi sino que, al contrario, envió nuevos contingentes de tropas rumanas que nuevamente serían destruidos en el curso de la Ofensiva del Dniéper-Cárpatos y en la subsiguiente Ofensiva de Crimea.

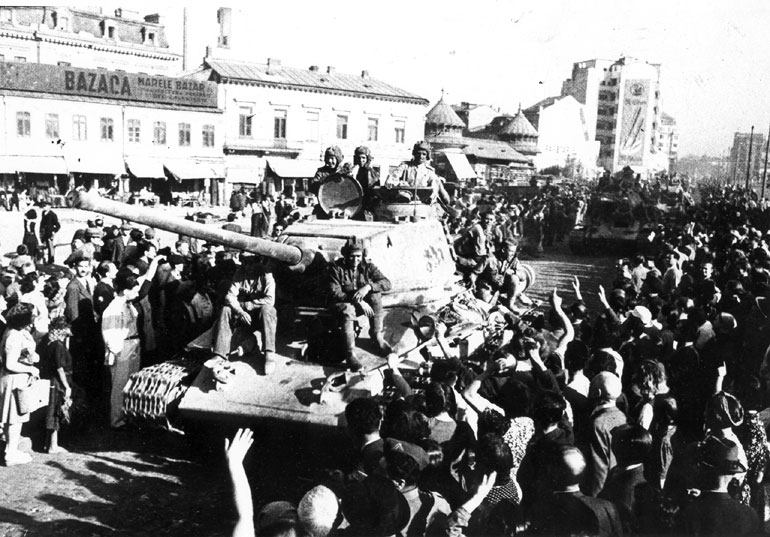
Los habitantes de Bucarest aclaman al Ejército Rojo, el 31 de agosto de 1944, a su entrada en la ciudad como nuevo aliado de Rumania.

En 1944, como consecuencia de los desastres sufridos en el frente oriental y de los bombardeos aliados, la economía rumana cada vez se encontraba en situación más delicada. El resentimiento contra las cargas cada vez mayores de la presencia alemana en Rumania seguía en aumento, y era compartido incluso por aquellos que habían sido los más fervientes partidarios de la alianza militar con la Alemania nazi y de la subsiguiente entrada en la Segunda Guerra Mundial.
No sería hasta el 23 de agosto de 1944, después de que el Ejército Rojo rompiera las líneas defensivas germano-rumanas en el curso de la 2.ª Ofensiva de Jassy-Kishinev, y las vanguardias soviéticas alcanzaran territorio rumano. Cuando el rey Miguel I dio un golpe de Estado, ordenó detener al gobierno de Antonescu y formó un gobierno de concertación nacional que pidió oficialmente el armisticio a los Aliados ese mismo día. Al día siguiente (24 de agosto), Rumanía se retiró del Pacto Tripartito. Así mismo el monarca ordenó a las unidades rumanas dejar de combatir a los soviéticos.
La madrugada del día 25 de agosto, 150 aviones alemanes bombardearon la capital para apoyar el intento alemán de retomar la ciudad, nuevos refuerzos alemanes avanzaron hacia la capital desde Ploiești en un intento de evitar la defección rumana, intento que finalmente fracasó. Después del bombardeo alemán de Bucarest, el Gobierno rumano declaró la guerra al Eje el 25 de agosto. El 12 de septiembre de 1944 firmó el armisticio de Moscú por el que Rumanía renunciaba a Besarabia y el norte de Bucovina (que los había recuperado la URSS), el sur de Dobrudja (cedida a Bulgaria), pero recuperaba el norte de Transilvania, ocupada por Hungría tras el Segundo arbitraje de Viena. También aceptó pagar en concepto de reparación de daños de guerra a los Aliados la cantidad de 300 millones de dólares. Los responsables políticos británicos y estadounidenses, consideraron que las condiciones del armisticio impuestas por Moscú eran muy moderadas teniendo en cuenta lo sufrido por los soviéticos.
El 19 de julio de 1945, el mariscal de la Unión Soviética Fiódor Tolbujin, en nombre del gobierno soviético, entregó la Orden de la Victoria n.º 16 al Rey Miguel I de Rumania.

## Fin de la monarquía rumana

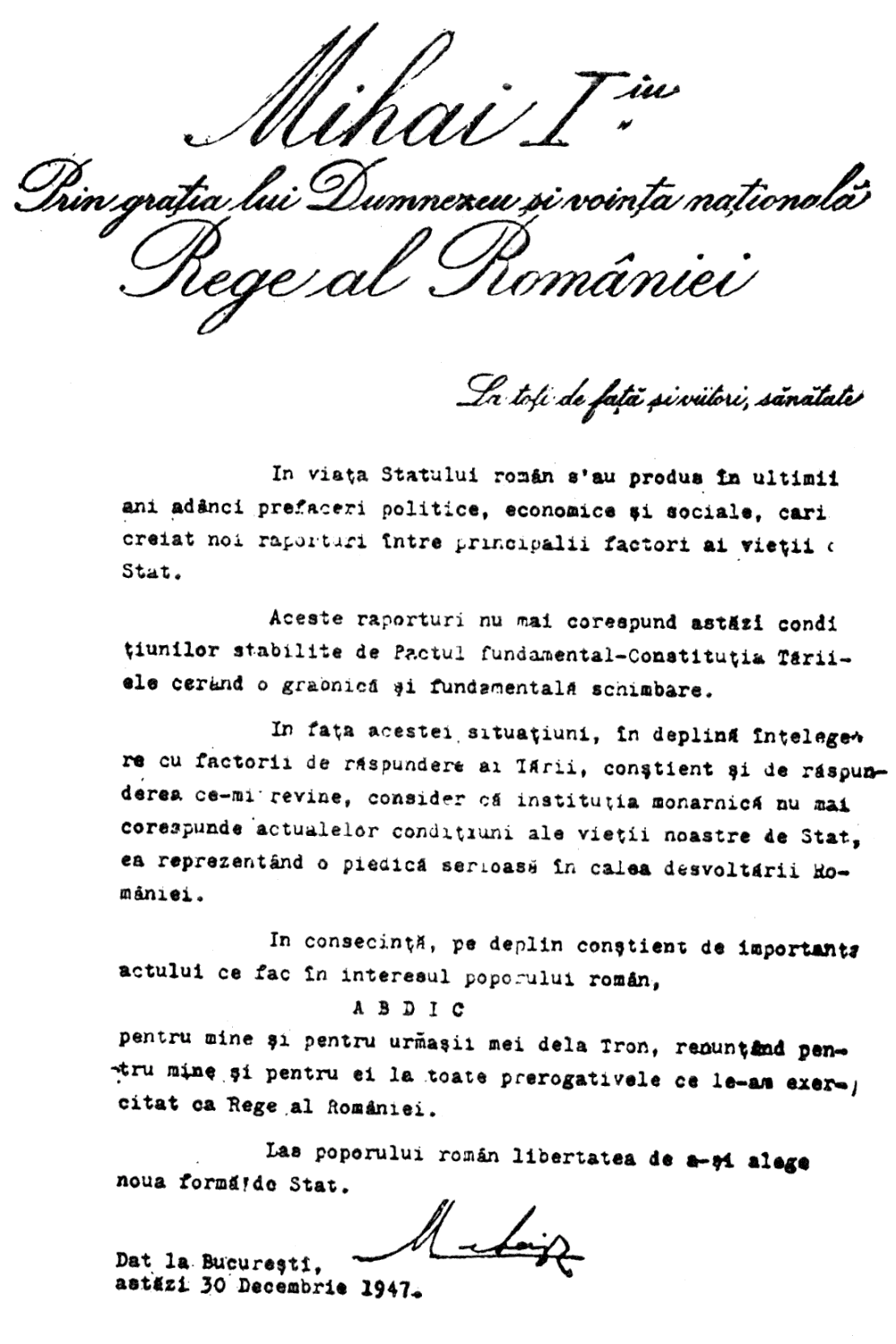
Acta de abdicación de Miguel I (en rumano)

Con la Segunda Guerra Mundial concluida y el país ocupado por las tropas soviéticas, la posición de Miguel I se debilitó. Desde finales de 1944 hasta marzo de 1945 se formó un gobierno de coalición integrado por el Partido Comunista Rumano (PCR), el Partido Nacional Liberal (Partidul National Liberal - PNL), el Partido Campesino Cristiano Democrático (Partidul Taranesc Crestin si Democratic - PTCD) y el Partido Socialdemócrata (Partidul Socialdemocrat - PSD), con un marcado aire contrario a la ocupación soviética.
El 6 de marzo de 1945 Petru Groza excluyó del gobierno a los miembros del PTCD y del PNL, dio a los comunistas diversos ministerios clave y promulgó la reforma agraria el 25 de marzo del mismo año. Ante todo esto, Miguel I intentó en vano la intervención del Reino Unido y los Estados Unidos para evitar la caída de Rumanía en la órbita soviética.
Finalmente el gobierno de Groza ganó las elecciones generales del 19 de marzo de 1946, que dieron una abrumadora mayoría al Frente Nacional Democrático que encuadraba al PCR y otros partidos minoritarios. Tras las elecciones, y ante las denuncias de fraude electoral, el PNL y el PTCD fueron declarados ilegales (agosto de 1947) y la Asamblea General, constituida en su totalidad por los comunistas, obligó al rey Miguel I a abdicar, fue expulsado del país y despojado de la ciudadanía rumana. Se refugió en Londres hasta que se trasladó a Suiza, primero vivió en Lausana, y más tarde se mudó a Versoix, donde residió hasta su muerte. En 1997 se le autorizó a volver a Rumanía y se le concedieron algunas propiedades confiscadas a su familia tras la caída de la monarquía, como el Castillo Peleş de Sinaia, dentro del proceso de reconciliación que propició el presidente Ion Iliescu en el año 2000 en el que también se le volvió a reconocer la ciudadanía rumana.
Su intensa labor en Rumanía, ajena a la política de los partidos y muy vinculada a iniciativas de carácter social, le llevó a ejercer el patronazgo de diversas obras sociales de beneficencia, lo que contribuyó decisivamente a engrandecer su prestigio como referente moral de un país en el que la clase política no ha gozado de un gran respeto por parte de la ciudadanía.
Miguel de Rumanía pronunció el 25 de octubre de 2011 su primer discurso ante el Parlamento de su país desde 1947, cuando había sido derrocado para la proclamación de la República Socialista de Rumania.

## Fallecimiento
En marzo de 2016 se dio a conocer que Miguel de Rumanía padecía de leucemia crónica y de carcinoma espinocelular con metástasis. El 1 de agosto de 2016 moría su esposa, la reina Ana. El rey Miguel falleció en su domicilio de la localidad de Aubonne el 5 de diciembre de 2017, siendo el penúltimo mandatario de la Segunda Guerra Mundial en fallecer, siendo el último el rey Simeón de Bulgaria.

## Concierto conmemorativo
Con motivo de la muerte de Miguel I el 5 de diciembre de 2017, el director de orquesta alemán Matthias Manasi dirigió un concierto conmemorativo retransmitido en directo a nivel mundial el 8 de diciembre de 2017 con la Orquesta Nacional de la Radio Rumana y el Coro Académico de la Radio Rumania Internacional en el Sala de Radio de la Sociedad Rumana de Radiodifusión y pública de radio de Rumanía en Bucarest. Manasi dirigió el Réquiem de Gabriel Fauré con los solistas Veronica Anușca y Ștefan Ignat y composiciones de Ludwig van Beethoven, Ernest Chausson y Jules Massenet con el violinista rumano Alexandru Tomescu como solista.

## Matrimonio e hijos
Contrajo matrimonio el 10 de junio de 1948 con la princesa Ana de Borbón-Parma, con quien tuvo cinco hijas:
- Margarita (1949-), que se casó en 1996 con Radu Duda (1960-), sin descendencia.
- Elena (1950-), que se casó en 1983 Leslie Robin Medforth-Mills (1942-2002), con quien tiene dos hijos; divorciados en 1991, se volvió a casar en 1998 con Alexander Philipps Nixon McAteer (1964-), sin descendencia.
  - Nicolas Medforth-Mills y Rumanía (1985-).
  - Karina Medforth-Mills y Rumanía (1989-).
- Irene (1953-) que se casó en 1984 con John Kreuger (1945-), con quien tiene dos hijos; divorciados en 2003, se volvió a casar en 2007 con John Wesley Walker (1945-2024),[15] sin descendencia.
  - Michael-Thorsten de Rumanía y Kreuger (1985-), casado en 2012 con Tara Littlefield, con quien ha tenido un hijo.
    - Kohen Kreuger (2012-).

  - Angelica-Margareta de Rumanía y Kreuger (1986-), casada en 2009 con Richard Robert Knight, con quien ha tenido dos hijas.
    - Bianca Knight y Kreuger (2007-).
    - Diana Knight y Kreuger (2011-).
- Sofía (1957-), que se casó en 1998 Alain Michel Biarneix (1957-) divorciados en 2002.
  - Elisabeth-Maria Biarneix y Rumanía (1999-).
- María (1964-), que se casó en 1995 con Kazimierz Wiesław Mystkowski (1958-) divorciados en 2003, sin descendencia.[16]

## Títulos y tratamientos
| ● 21 de octubre de 1921-28 de diciembre de 1925:   | Su alteza real el príncipe Miguel de Rumanía, príncipe de Hohenzollern-Sigmaringen                |
| ● 28 de diciembre de 1925-20 de julio de 1927:     | Su alteza real el príncipe heredero, príncipe de Hohenzollern-Sigmaringen                         |
| ● 20 de julio de 1927-8 de junio de 1930:          | Su majestad el rey                                                                                |
| ● 8 de junio de 1930-6 de septiembre de 1940:      | Su alteza real el príncipe heredero, príncipe de Alba Iulia, príncipe de Hohenzollern-Sigmaringen |
| ● 6 de septiembre de 1940-30 de diciembre de 1947: | Su majestad el rey                                                                                |

Tras su abdicación y exilio, su título pasó a ser honorífico (fuera de Rumanía y por los realistas rumanos), siendo prohibido en la República Socialista rumana.
Tras la caída del comunismo y su retorno al país, se le concedió un uso simbólico del siguiente título, si bien extraoficial (al ser Rumanía una república):
| ● 30 de diciembre de 1947-5 de diciembre de 2017: | Su majestad el rey Miguel I |

## Distinciones honoríficas

Monograma.

### Órdenes
- Reino de Rumania: Soberano Caballero Gran Comandante con Collar de la Orden de Miguel el Valiente[17][18][19]
- Casa de Rumania: Soberano Caballero Gran Cruz con Collar de la Real Orden de Carol I[20]
- Casa de Rumania: Soberano Caballero Gran Cruz de la Orden de la Corona[21]
- Reino de Rumania: Soberano Caballero Gran Cruz con Collar de la Orden de la Estrella de Rumanía
- Reino de Rumania: Soberano Caballero Gran Cruz con Collar de la Orden de Fernando I
- Bélgica: Caballero Gran Cruz de la Orden de Leopoldo I[22]
- República Checa: Gran Cruz con Collar de la Orden del León Blanco
- Finlandia: Gran Cruz con Collar de la Orden de la Rosa Blanca
- Francia
  -  Familia Real Francesa (Rama Orléans): Caballero Gran Cruz con Collar de la Real Orden de San Lázaro
  -  Francia: Gran Cruz de la Orden de la Legión de Honor (1989)
- Familia Real Griega: Caballero gran cruz de la Real Orden del Redentor
- Familia Real Griega: Caballero del collar de la Real Orden de los Santos Jorge y Constantino
- Familia Real Griega: Caballero gran cruz de la Real Orden de Jorge I.
- Familia Real Griega: Caballero de la Real Decoración de la Casa Real Griega Archivado el 24 de septiembre de 2015 en Wayback Machine.[23]
- Caballero de la Suprema Orden de la Santísima Anunciación ( Italia).
- Caballero gran cruz de la Orden de los Santos Mauricio y Lázaro ( Italia).
- Caballero gran cruz de la Orden de la Corona de Italia ( Italia).
- Caballero de la Orden del Águila Blanca ( Polonia).
- Caballero gran cruz de la Orden del León Blanco ( República Checa).
- Rusia
  -  Familia Imperial Rusa: Caballero Gran Cordón y Collar de la Imperial Orden de San Andrés
  -  Unión Soviética: Gran Oficial de la Orden de la Victoria
- Reino Unido: Caballero Gran Cruz de la Real Orden Victoriana
- Familia Real Yugoslava: Caballero Gran Cordón de la Real Orden de la Estrella de Karadjordje
- Familia Real Yugoslava: Caballero Gran Cordón de la Real Orden de San Sava

### Militar
- Comandante en jefe de la Legión al Mérito ( Estados Unidos).
- Emblema de Honor de las Fuerzas Armadas Rumanas ( Rumania, 24 de octubre de 2012).

### Conmemorativas
- Medalla Conmemorativa del 50 Aniversario del Rey Carlos XVI Gustavo ( Suecia, 30 de abril de 1996).[24]
- Medalla Conmemorativa del 60.º Aniversario de la Victoria en la Gran Guerra Patria de 1941-1945 ( Rusia).

### Civiles
- Llaves de la ciudad de Londres ( Inglaterra).
- Ciudadano Honorario de Kroměříž ( República Checa).

## Ancestros
| \| \| \| \| \| \| \| \| \| \| \| \| \| \| \| \| \| \| \| \| 16. Carlos Antonio, príncipe de Hohenzollern \| \| \| \| \| \| \| \| \| \| \| \| \| \| \| \| \| \| \| \| \| \| \| \| \| \| \| \| \| \| \| \| \| \| \| \| \| \| \| \| \| \| \| \| \| \| \| \| \| \| \| \| \| \| 8. Leopoldo, príncipe de Hohenzollern \| \| \| \| \| \| \| \| \| \| \| \| \| \| \| \| \| \| \| \| \| \| \| \| \| \| \| \| \| \| \| \| \| \| \| \| \| \| \| \| \| \| \| \| \| \| \| \| \| \| \| \| \| \| 17. Princesa Josefina de Baden \| \| \| \| \| \| \| \| \| \| \| \| \| \| \| \| \| \| \| \| \| \| \| \| \| \| \| \| \| \| \| \| \| \| \| \| \| \| \| \| \| \| \| \| \| \| \| \| \| \| \| \| \| \| 4. Fernando I, rey de Rumanía \| \| \| \| \| \| \| \| \| \| \| \| \| \| \| \| \| \| \| \| \| \| \| \| \| \| \| \| \| \| \| \| \| \| \| \| \| \| \| \| \| \| \| \| \| \| \| \| \| \| \| \| \| \| 18. Príncipe Fernando de Sajonia-Coburgo y Gotha \| \| \| \| \| \| \| \| \| \| \| \| \| \| \| \| \| \| \| \| \| \| \| \| \| \| \| \| \| \| \| \| \| \| \| \| \| \| \| \| \| \| \| \| \| \| \| \| \| \| \| \| \| \| 9. Infanta Antonia de Portugal \| \| \| \| \| \| \| \| \| \| \| \| \| \| \| \| \| \| \| \| \| \| \| \| \| \| \| \| \| \| \| \| \| \| \| \| \| \| \| \| \| \| \| \| \| \| \| \| \| \| \| \| \| \| 19. María II, reina de Portugal y Algarves \| \| \| \| \| \| \| \| \| \| \| \| \| \| \| \| \| \| \| \| \| \| \| \| \| \| \| \| \| \| \| \| \| \| \| \| \| \| \| \| \| \| \| \| \| \| \| \| \| \| \| \| \| \| 2. Carlos II, rey de Rumanía \| \| \| \| \| \| \| \| \| \| \| \| \| \| \| \| \| \| \| \| \| \| \| \| \| \| \| \| \| \| \| \| \| \| \| \| \| \| \| \| \| \| \| \| \| \| \| \| \| \| \| \| \| \| 20. Príncipe Alberto de Sajonia-Coburgo y Gotha =(30) \| \| \| \| \| \| \| \| \| \| \| \| \| \| \| \| \| \| \| \| \| \| \| \| \| \| \| \| \| \| \| \| \| \| \| \| \| \| \| \| \| \| \| \| \| \| \| \| \| \| \| \| \| \| 10. Alfredo, duque de Sajonia-Coburgo y Gotha \| \| \| \| \| \| \| \| \| \| \| \| \| \| \| \| \| \| \| \| \| \| \| \| \| \| \| \| \| \| \| \| \| \| \| \| \| \| \| \| \| \| \| \| \| \| \| \| \| \| \| \| \| \| 21. Victoria, reina del Reino Unido =(31) \| \| \| \| \| \| \| \| \| \| \| \| \| \| \| \| \| \| \| \| \| \| \| \| \| \| \| \| \| \| \| \| \| \| \| \| \| \| \| \| \| \| \| \| \| \| \| \| \| \| \| \| \| \| 5. Princesa María de Edimburgo \| \| \| \| \| \| \| \| \| \| \| \| \| \| \| \| \| \| \| \| \| \| \| \| \| \| \| \| \| \| \| \| \| \| \| \| \| \| \| \| \| \| \| \| \| \| \| \| \| \| \| \| \| \| 22. Alejandro II, zar de Rusia \| \| \| \| \| \| \| \| \| \| \| \| \| \| \| \| \| \| \| \| \| \| \| \| \| \| \| \| \| \| \| \| \| \| \| \| \| \| \| \| \| \| \| \| \| \| \| \| \| \| \| \| \| \| 11. Gran duquesa María Aleksándrovna de Rusia \| \| \| \| \| \| \| \| \| \| \| \| \| \| \| \| \| \| \| \| \| \| \| \| \| \| \| \| \| \| \| \| \| \| \| \| \| \| \| \| \| \| \| \| \| \| \| \| \| \| \| \| \| \| 23. Princesa María de Hesse y el Rin \| \| \| \| \| \| \| \| \| \| \| \| \| \| \| \| \| \| \| \| \| \| \| \| \| \| \| \| \| \| \| \| \| \| \| \| \| \| \| \| \| \| \| \| \| \| \| \| \| \| \| \| \| \| 1. Miguel I, rey de Rumanía \| \| \| \| \| \| \| \| \| \| \| \| \| \| \| \| \| \| \| \| \| \| \| \| \| \| \| \| \| \| \| \| \| \| \| \| \| \| \| \| \| \| \| \| \| \| \| \| \| \| \| \| \| \| 24. Cristián IX, rey de Dinamarca \| \| \| \| \| \| \| \| \| \| \| \| \| \| \| \| \| \| \| \| \| \| \| \| \| \| \| \| \| \| \| \| \| \| \| \| \| \| \| \| \| \| \| \| \| \| \| \| \| \| \| \| \| \| 12. Jorge I, rey de los helenos \| \| \| \| \| \| \| \| \| \| \| \| \| \| \| \| \| \| \| \| \| \| \| \| \| \| \| \| \| \| \| \| \| \| \| \| \| \| \| \| \| \| \| \| \| \| \| \| \| \| \| \| \| \| 25. Princesa Luisa de Hesse-Kassel \| \| \| \| \| \| \| \| \| \| \| \| \| \| \| \| \| \| \| \| \| \| \| \| \| \| \| \| \| \| \| \| \| \| \| \| \| \| \| \| \| \| \| \| \| \| \| \| \| \| \| \| \| \| 6. Constantino I, rey de los helenos \| \| \| \| \| \| \| \| \| \| \| \| \| \| \| \| \| \| \| \| \| \| \| \| \| \| \| \| \| \| \| \| \| \| \| \| \| \| \| \| \| \| \| \| \| \| \| \| \| \| \| \| \| \| 26. Gran duque Constantino Nikoláyevich de Rusia \| \| \| \| \| \| \| \| \| \| \| \| \| \| \| \| \| \| \| \| \| \| \| \| \| \| \| \| \| \| \| \| \| \| \| \| \| \| \| \| \| \| \| \| \| \| \| \| \| \| \| \| \| \| 13. Gran duquesa Olga Constantínova de Rusia \| \| \| \| \| \| \| \| \| \| \| \| \| \| \| \| \| \| \| \| \| \| \| \| \| \| \| \| \| \| \| \| \| \| \| \| \| \| \| \| \| \| \| \| \| \| \| \| \| \| \| \| \| \| 27. Princesa Alejandra de Sajonia-Altemburgo \| \| \| \| \| \| \| \| \| \| \| \| \| \| \| \| \| \| \| \| \| \| \| \| \| \| \| \| \| \| \| \| \| \| \| \| \| \| \| \| \| \| \| \| \| \| \| \| \| \| \| \| \| \| 3. Princesa Elena de Grecia y Dinamarca \| \| \| \| \| \| \| \| \| \| \| \| \| \| \| \| \| \| \| \| \| \| \| \| \| \| \| \| \| \| \| \| \| \| \| \| \| \| \| \| \| \| \| \| \| \| \| \| \| \| \| \| \| \| 28. Guillermo I, emperador alemán \| \| \| \| \| \| \| \| \| \| \| \| \| \| \| \| \| \| \| \| \| \| \| \| \| \| \| \| \| \| \| \| \| \| \| \| \| \| \| \| \| \| \| \| \| \| \| \| \| \| \| \| \| \| 14. Federico III, emperador alemán \| \| \| \| \| \| \| \| \| \| \| \| \| \| \| \| \| \| \| \| \| \| \| \| \| \| \| \| \| \| \| \| \| \| \| \| \| \| \| \| \| \| \| \| \| \| \| \| \| \| \| \| \| \| 29. Princesa Augusta de Sajonia-Weimar-Eisenach \| \| \| \| \| \| \| \| \| \| \| \| \| \| \| \| \| \| \| \| \| \| \| \| \| \| \| \| \| \| \| \| \| \| \| \| \| \| \| \| \| \| \| \| \| \| \| \| \| \| \| \| \| \| 7. Princesa Sofía de Prusia \| \| \| \| \| \| \| \| \| \| \| \| \| \| \| \| \| \| \| \| \| \| \| \| \| \| \| \| \| \| \| \| \| \| \| \| \| \| \| \| \| \| \| \| \| \| \| \| \| \| \| \| \| \| 30. Príncipe Alberto de Sajonia-Coburgo y Gotha (= 20) \| \| \| \| \| \| \| \| \| \| \| \| \| \| \| \| \| \| \| \| \| \| \| \| \| \| \| \| \| \| \| \| \| \| \| \| \| \| \| \| \| \| \| \| \| \| \| \| \| \| \| \| \| \| 15. Victoria, princesa real \| \| \| \| \| \| \| \| \| \| \| \| \| \| \| \| \| \| \| \| \| \| \| \| \| \| \| \| \| \| \| \| \| \| \| \| \| \| \| \| \| \| \| \| \| \| \| \| \| \| \| \| \| \| 31. Victoria, reina del Reino Unido (= 21) \| \| \| \| \| \| \| \| \| \| \| \| \| \| \| \| \| \| \| \| \| \| \| \| \| \| \| \| \| \| \| \| \| \| \| \| \| \| \| \| \| \| \| \| \| \| \| \| \| \| \| \| |                                                        |  |  |  |  |  |  |  |  |  |  |  |  |  |  |  |
| |                                                        |  |  |  |  |  |  |  |  |  |  |  |  |  |  |  |
| | 16. Carlos Antonio, príncipe de Hohenzollern           |  |  |  |  |  |  |  |  |  |  |  |  |  |  |  |
| |                                                        |  |  |  |  |  |  |  |  |  |  |  |  |  |  |  |
| |                                                        |  |  |  |  |  |  |  |  |  |  |  |  |  |  |  |
| | 8. Leopoldo, príncipe de Hohenzollern                  |  |  |  |  |  |  |  |  |  |  |  |  |  |  |  |
| |                                                        |  |  |  |  |  |  |  |  |  |  |  |  |  |  |  |
| |                                                        |  |  |  |  |  |  |  |  |  |  |  |  |  |  |  |
| | 17. Princesa Josefina de Baden                         |  |  |  |  |  |  |  |  |  |  |  |  |  |  |  |
| |                                                        |  |  |  |  |  |  |  |  |  |  |  |  |  |  |  |
| |                                                        |  |  |  |  |  |  |  |  |  |  |  |  |  |  |  |
| | 4. Fernando I, rey de Rumanía                          |  |  |  |  |  |  |  |  |  |  |  |  |  |  |  |
| |                                                        |  |  |  |  |  |  |  |  |  |  |  |  |  |  |  |
| |                                                        |  |  |  |  |  |  |  |  |  |  |  |  |  |  |  |
| | 18. Príncipe Fernando de Sajonia-Coburgo y Gotha       |  |  |  |  |  |  |  |  |  |  |  |  |  |  |  |
| |                                                        |  |  |  |  |  |  |  |  |  |  |  |  |  |  |  |
| |                                                        |  |  |  |  |  |  |  |  |  |  |  |  |  |  |  |
| | 9. Infanta Antonia de Portugal                         |  |  |  |  |  |  |  |  |  |  |  |  |  |  |  |
| |                                                        |  |  |  |  |  |  |  |  |  |  |  |  |  |  |  |
| |                                                        |  |  |  |  |  |  |  |  |  |  |  |  |  |  |  |
| | 19. María II, reina de Portugal y Algarves             |  |  |  |  |  |  |  |  |  |  |  |  |  |  |  |
| |                                                        |  |  |  |  |  |  |  |  |  |  |  |  |  |  |  |
| |                                                        |  |  |  |  |  |  |  |  |  |  |  |  |  |  |  |
| | 2. Carlos II, rey de Rumanía                           |  |  |  |  |  |  |  |  |  |  |  |  |  |  |  |
| |                                                        |  |  |  |  |  |  |  |  |  |  |  |  |  |  |  |
| |                                                        |  |  |  |  |  |  |  |  |  |  |  |  |  |  |  |
| | 20. Príncipe Alberto de Sajonia-Coburgo y Gotha =(30)  |  |  |  |  |  |  |  |  |  |  |  |  |  |  |  |
| |                                                        |  |  |  |  |  |  |  |  |  |  |  |  |  |  |  |
| |                                                        |  |  |  |  |  |  |  |  |  |  |  |  |  |  |  |
| | 10. Alfredo, duque de Sajonia-Coburgo y Gotha          |  |  |  |  |  |  |  |  |  |  |  |  |  |  |  |
| |                                                        |  |  |  |  |  |  |  |  |  |  |  |  |  |  |  |
| |                                                        |  |  |  |  |  |  |  |  |  |  |  |  |  |  |  |
| | 21. Victoria, reina del Reino Unido =(31)              |  |  |  |  |  |  |  |  |  |  |  |  |  |  |  |
| |                                                        |  |  |  |  |  |  |  |  |  |  |  |  |  |  |  |
| |                                                        |  |  |  |  |  |  |  |  |  |  |  |  |  |  |  |
| | 5. Princesa María de Edimburgo                         |  |  |  |  |  |  |  |  |  |  |  |  |  |  |  |
| |                                                        |  |  |  |  |  |  |  |  |  |  |  |  |  |  |  |
| |                                                        |  |  |  |  |  |  |  |  |  |  |  |  |  |  |  |
| | 22. Alejandro II, zar de Rusia                         |  |  |  |  |  |  |  |  |  |  |  |  |  |  |  |
| |                                                        |  |  |  |  |  |  |  |  |  |  |  |  |  |  |  |
| |                                                        |  |  |  |  |  |  |  |  |  |  |  |  |  |  |  |
| | 11. Gran duquesa María Aleksándrovna de Rusia          |  |  |  |  |  |  |  |  |  |  |  |  |  |  |  |
| |                                                        |  |  |  |  |  |  |  |  |  |  |  |  |  |  |  |
| |                                                        |  |  |  |  |  |  |  |  |  |  |  |  |  |  |  |
| | 23. Princesa María de Hesse y el Rin                   |  |  |  |  |  |  |  |  |  |  |  |  |  |  |  |
| |                                                        |  |  |  |  |  |  |  |  |  |  |  |  |  |  |  |
| |                                                        |  |  |  |  |  |  |  |  |  |  |  |  |  |  |  |
| | 1. Miguel I, rey de Rumanía                            |  |  |  |  |  |  |  |  |  |  |  |  |  |  |  |
| |                                                        |  |  |  |  |  |  |  |  |  |  |  |  |  |  |  |
| |                                                        |  |  |  |  |  |  |  |  |  |  |  |  |  |  |  |
| | 24. Cristián IX, rey de Dinamarca                      |  |  |  |  |  |  |  |  |  |  |  |  |  |  |  |
| |                                                        |  |  |  |  |  |  |  |  |  |  |  |  |  |  |  |
| |                                                        |  |  |  |  |  |  |  |  |  |  |  |  |  |  |  |
| | 12. Jorge I, rey de los helenos                        |  |  |  |  |  |  |  |  |  |  |  |  |  |  |  |
| |                                                        |  |  |  |  |  |  |  |  |  |  |  |  |  |  |  |
| |                                                        |  |  |  |  |  |  |  |  |  |  |  |  |  |  |  |
| | 25. Princesa Luisa de Hesse-Kassel                     |  |  |  |  |  |  |  |  |  |  |  |  |  |  |  |
| |                                                        |  |  |  |  |  |  |  |  |  |  |  |  |  |  |  |
| |                                                        |  |  |  |  |  |  |  |  |  |  |  |  |  |  |  |
| | 6. Constantino I, rey de los helenos                   |  |  |  |  |  |  |  |  |  |  |  |  |  |  |  |
| |                                                        |  |  |  |  |  |  |  |  |  |  |  |  |  |  |  |
| |                                                        |  |  |  |  |  |  |  |  |  |  |  |  |  |  |  |
| | 26. Gran duque Constantino Nikoláyevich de Rusia       |  |  |  |  |  |  |  |  |  |  |  |  |  |  |  |
| |                                                        |  |  |  |  |  |  |  |  |  |  |  |  |  |  |  |
| |                                                        |  |  |  |  |  |  |  |  |  |  |  |  |  |  |  |
| | 13. Gran duquesa Olga Constantínova de Rusia           |  |  |  |  |  |  |  |  |  |  |  |  |  |  |  |
| |                                                        |  |  |  |  |  |  |  |  |  |  |  |  |  |  |  |
| |                                                        |  |  |  |  |  |  |  |  |  |  |  |  |  |  |  |
| | 27. Princesa Alejandra de Sajonia-Altemburgo           |  |  |  |  |  |  |  |  |  |  |  |  |  |  |  |
| |                                                        |  |  |  |  |  |  |  |  |  |  |  |  |  |  |  |
| |                                                        |  |  |  |  |  |  |  |  |  |  |  |  |  |  |  |
| | 3. Princesa Elena de Grecia y Dinamarca                |  |  |  |  |  |  |  |  |  |  |  |  |  |  |  |
| |                                                        |  |  |  |  |  |  |  |  |  |  |  |  |  |  |  |
| |                                                        |  |  |  |  |  |  |  |  |  |  |  |  |  |  |  |
| | 28. Guillermo I, emperador alemán                      |  |  |  |  |  |  |  |  |  |  |  |  |  |  |  |
| |                                                        |  |  |  |  |  |  |  |  |  |  |  |  |  |  |  |
| |                                                        |  |  |  |  |  |  |  |  |  |  |  |  |  |  |  |
| | 14. Federico III, emperador alemán                     |  |  |  |  |  |  |  |  |  |  |  |  |  |  |  |
| |                                                        |  |  |  |  |  |  |  |  |  |  |  |  |  |  |  |
| |                                                        |  |  |  |  |  |  |  |  |  |  |  |  |  |  |  |
| | 29. Princesa Augusta de Sajonia-Weimar-Eisenach        |  |  |  |  |  |  |  |  |  |  |  |  |  |  |  |
| |                                                        |  |  |  |  |  |  |  |  |  |  |  |  |  |  |  |
| |                                                        |  |  |  |  |  |  |  |  |  |  |  |  |  |  |  |
| | 7. Princesa Sofía de Prusia                            |  |  |  |  |  |  |  |  |  |  |  |  |  |  |  |
| |                                                        |  |  |  |  |  |  |  |  |  |  |  |  |  |  |  |
| |                                                        |  |  |  |  |  |  |  |  |  |  |  |  |  |  |  |
| | 30. Príncipe Alberto de Sajonia-Coburgo y Gotha (= 20) |  |  |  |  |  |  |  |  |  |  |  |  |  |  |  |
| |                                                        |  |  |  |  |  |  |  |  |  |  |  |  |  |  |  |
| |                                                        |  |  |  |  |  |  |  |  |  |  |  |  |  |  |  |
| | 15. Victoria, princesa real                            |  |  |  |  |  |  |  |  |  |  |  |  |  |  |  |
| |                                                        |  |  |  |  |  |  |  |  |  |  |  |  |  |  |  |
| |                                                        |  |  |  |  |  |  |  |  |  |  |  |  |  |  |  |
| | 31. Victoria, reina del Reino Unido (= 21)             |  |  |  |  |  |  |  |  |  |  |  |  |  |  |  |
| |                                                        |  |  |  |  |  |  |  |  |  |  |  |  |  |  |  |
| |                                                        |  |  |  |  |  |  |  |  |  |  |  |  |  |  |  |